# Rodo Sayagues
Rodolfo "Rodo" Sayagues (Montevideo, 20 de febrero de 1980) es un director, guionista y productor de cine uruguayo, reconocido por su trabajo junto con Fede Álvarez en los filmes Evil Dead (2013) y Don't Breathe (2016), y por su labor en dirección en Don't Breathe 2 (2021).

## Carrera
Después de escribir algunos cortometrajes, Sayagues escribió la historia del largometraje Evil Dead (2013), una nueva versión de la película original de 1981 del mismo nombre. Trabajó nuevamente con Fede Álvarez, director del mencionado filme, para escribir la película de terror y suspenso de 2016 Don't Breathe.
En septiembre de 2019, Sayagues y Álvarez fueron confirmados como escritores del guion de la secuela de Texas Chainsaw Massacre. En agosto de 2021 dirigió la película Don't Breathe 2, la cual se convirtió en su debut como director de largometrajes.
En marzo de 2023 se conoció que Sayagues y Álvarez escribirían el guion del filme Alien: Romulus, cuyo estreno está programado para agosto de 2024.

## Filmografía

### Cortometrajes
| Año  | Título            | Guionista | Productor | Notas         | Ref.  |
| ---- | ----------------- | --------- | --------- | ------------- | ----- |
| 2005 | El Cojonudo       | Sí        | Sí        |               | [ 7 ] |
| 2009 | Ataque de pánico! | Sí        | No        | También actor | [ 8 ] |

### Largometrajes
| Año  | Título                  | Director | Escritor | Productor   | Notas         | Ref.              |
| ---- | ----------------------- | -------- | -------- | ----------- | ------------- | ----------------- |
| 2013 | Evil Dead               | No       | Sí       | No          |               | [ 2 ]             |
| 2016 | Don't Breathe           | No       | Sí       | Coproductor |               | [ 3 ]             |
| 2021 | Don't Breathe 2         | Sí       | Sí       | Coproductor |               | [ 3 ] [ 9 ] [ 5 ] |
| 2022 | Texas Chainsaw Massacre | No       | Sí       | Ejecutivo   |               | [ 4 ] [ 10 ]      |
| 2024 | Alien: Romulus          | No       | Sí       | No          | Posproducción | [ 6 ]             |

### Otros créditos
| Año  | Título                       | Papel                                      | Notas | Ref.   |
| ---- | ---------------------------- | ------------------------------------------ | ----- | ------ |
| 2017 | Get the Weed                 | Productor ejecutivo                        |       | [ 3 ]  |
| 2018 | The Girl in the Spider's Web | Escritor y productor de la canción «Theta» |       | [ 11 ] |
| 2021 | Calls                        | Productor ejecutivo                        |       | [ 12 ] |